# アーサー・ケストラー

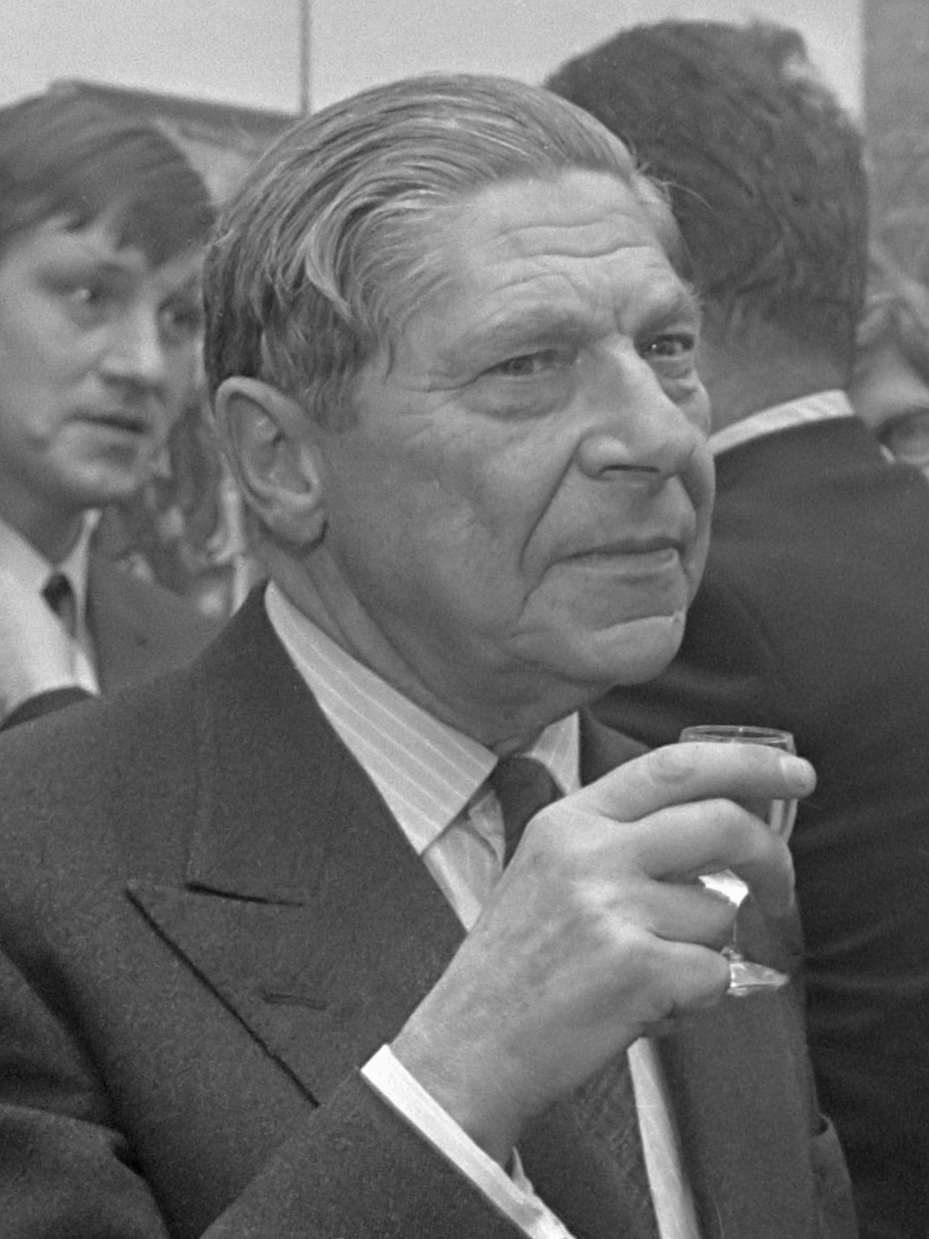
ケストラー（1969年）

アーサー・ケストラー（Arthur Koestler イギリス: [ˈkɜːstlər], アメリカ: [ˈkɛst-]; ドイツ語: [ˈkœstlɐ]; ハンガリー語: Kösztler Artúr、ブダペスト1905年9月5日 - ロンドン1983年3月3日）は、ユダヤ人のジャーナリスト、小説家、政治活動家、哲学者。ハンガリー出身のユダヤ人でありながら、著書『第十三支族』で、アシュケナジムユダヤ人のルーツはユダヤ教に改宗したハザール人であると指摘した。またソ連の現状など当時タブーとされていたことを積極的に書いた。後にイギリスに帰化している。妻とともに自殺した。

## 生涯

### 誕生からパレスチナ入植まで
ユダヤ系ハンガリー人の父とオーストリア人の母に生まれる。出生時の名前は Kösztler Artúr（ケストレル・アルトゥール）。ドイツ語圏出身の母親がハンガリー語の習得を拒否したり、第一次世界大戦期にウィーンに一家で移住したなどの事情もあり、ケストラーは『真昼の暗黒』(1940)[3]前後までドイツ語によって著述を行った。以後、著作は英語によって行われることになるが、ケストラー自身はヨーロッパ大陸的な多言語使用者だった。
父親は実業家であり、その家庭は裕福なものであったが、第一次世界大戦によって事業の継続が困難になりウィーンに移住後、ケストラーがウィーン工科大学に入る頃には苦学をせざるを得ない状況だった。学生時代にはシオニストの決闘クラブに所属し、登山に熱中した。大学を中退後、確たるあてもないまま、シオニズムへの関心から1926年にパレスチナに入植する。

### ナチズムとスターリニズムの間で
パレスチナへの入植は思わしい結果に繋がらず、現地でドイツ最大の通信社ウルシュタインの職を得たのがきっかけとなり1929年にはフランス支局の特派員となった。翌年、自然科学についての知識の深さを認められ、科学欄編集長としてベルリン本社へ配属され、ここでナチスの台頭に直面する。以降、ホロコーストを題材とした小説『出発と到着』(1943)[4]の執筆など、終戦に至るまで一貫したナチス批判を繰り広げることになる。同時期、マルクス・エンゲルスの思想に出会いドイツ共産党に入党する。ほどなくウルシュタイン社を解雇され国際革命作家同盟の招きでソビエトに滞在したが、その全体主義的独裁体制を目の当たりにして、1933年にフランスに亡命することとなった。以後、スペイン内戦までの期間を食事にも事欠くような生活を送る。
スペイン内戦では、共産党組織のつてを頼り、英ニュース・クロニクル紙の特派員としてフランコの反乱軍の支配地域に二度の潜入報道を試みる。一度目は入国直後に身分が発覚、からくも脱出したが、フランコ軍とナチスの協力関係を暴露し、一定の成果を収める。これによってフランコ軍の怒りを買ったケストラーは、二度目の潜入時に捕らえられ、死刑の宣告を受けて四ヶ月の拘留をされるもイギリス政府の介入で救出されることとなった。この体験は『スペインの遺書』(1937)[1]として発表している。
イギリスでの短い休養を経てフランスに舞い戻ったケストラーは、第二次世界大戦勃発でヴィシー政権により反ナチス的人物と見なされ南仏のル・ヴェルネ収容所に収監されることになる。ケストラーはフランス外人部隊に配属されることによって収容所から解放され、まもなく逃亡してイギリスに帰還する。この経緯は『地上の屑』(1941)[2]として発表されている。以後、イギリス軍に参加するなどして終戦までを送る。
『真昼の暗黒』(1940)[3]では、ソビエトへの移住経験やスターリンの粛清を逃れて来た知人の証言を元に、スターリン体制の非人道的裁判を小説化している。この小説はソビエトへの幻想の未だ消え去らない西欧知識層に衝撃を与え、一般にケストラーの最大の業績とされる。この時期にケストラーはドイツ共産党に対して離党通告を送り、トロツキスト（広義での）に転向する。
1945年、ケストラーはイギリスに帰化するが、その後しばらくをフランスで過ごすことになる。この頃のケストラーはボーヴォワールの私小説の登場人物にもなっていると言われる。

### 目に見えぬ文字
1956年、故郷を襲ったハンガリー動乱では積極的な活動を展開するも、自ら企画した集会では自身の政治への決別を公表して聴衆を失望させる。最近の伝記では、この時期のケストラーに複数件の女性への暴力沙汰の嫌疑がかけられている。ケストラーの女性に対する関心の強さは当時から周知の事柄であったらしく、彼の知人によると、逆に女性の側から手柄話を聞かされることすらあったとのことである。

### 以後
1960年ごろには、ティモシー・リアリーとも接触している。
表立った政治活動を控えるようになってからも幅広いテーマに渉って執筆を続けるが、主として元来の出自である自然科学の領域に対する関心を強める。1967年に出版した『機械の中の幽霊(The Ghost in the Machine)』[5]では彼の発明による概念「ホロン」の提唱などで、ニューサイエンスムーブメントの発端となる。同著では、カール・ポパーの唱えた反証可能性を下敷きに生物学や心理学等における機械的観念論（還元主義）への批判を展開し、晩年は広範な学識を元に『偶然の本質』(1972)[6]に見られるように超常現象へ関心を寄せた。しかし、その意義について理解を寄せる者は決して多くはなかったようである。『機械の中の幽霊』でケストラーは様々な知的試みを展開し、「最終的な解決策としての薬物投与による人類の制御という提言をしている」との指摘がある。しかし、これは誤りで、実際はケストラーも参加した「心の制御」についてのシンポジウムにおけるホルヘ・ヒデンの主張を曲解したものである。ケストラーの主張は脳の大脳辺縁系など本能を司る階層と系統発生的に最も新しい部分である新皮質との間における不調和の解消であり、ヒデンの主張を下敷きにしているため混同されがちだが、最終的な解決策とはしていない。
生涯、強度の抑鬱状態に悩まされ、飲酒を好み、晩年は抗うつ薬も使用していた。1983年3月、自身のパーキンソン病と白血病を理由に、安楽死推進団体の規定手順に従い、妻であり長年秘書を務めたシンシアと共にバルビツール酸系薬（睡眠薬）を用いて服毒自殺を行い議論を呼んだ。現場には「自らの意志によってそれが可能である内に自らを苦痛から救出する」という動機と後に残される妻シンシアへの謝罪と感謝を記したケストラーの遺書と共に、「アーサーのいない人生は私には耐えられません」という妻の遺書も遺されており、二人の間にいかなるやりとりがあったかは永久に謎のままである。

## ケストラーと日本
- ケストラーの日本嫌いはつと知られたところであり、日露戦争における大日本帝国の勝利を「ヨーロッパ個人主義の終わり」と評していた。
- 1958年から1959年にかけて、アジアに新しい思想の活力を求めてインドと日本に滞在[5]。日本滞在時に、京都の禅の高僧と議論したが、禅の非論理性に失望したという[6]。
- その1959年（昭和34年）に来日した際は、日本ペンクラブに対する声明で物議をかもしている。それは、1958年にソ連政府がボリス・パステルナークのノーベル文学賞授与を辞退させた際の、日本ペンクラブのソ連政府よりの姿勢を批判したものである[7]。ケストラーの来日に関わる騒動は、当時、「ケストラー旋風」とよばれた。
- 戦前から欧米の知識人に広く読者を持っていた禅学者の鈴木大拙の著作『東洋の心』の一文によると、この時期、禅を批判したケストラーの長い評論の載ったイギリスの月刊雑誌「エンカウンター」が大拙の元に届けられている（この雑誌の主宰はアーウィング・クリストルとスティーブン・スペンダー）。鈴木大拙には禅思想の立場から機械的観念論を批判した文章が多い。ケストラーが『機械の中の幽霊』[5]を出版したのは鈴木大拙死去の翌年1967年のことである。

## サブカルチャーへの影響
『機械の中の幽霊』[5]は士郎正宗のコミック（『アップルシード』、『攻殻機動隊』等）に影響を与えている。また、英国のロックバンド、ポリスは同名のアルバムを製作している。また、 スターゲイト アトランティスのエピソード85でGhost in the Machineと題名に流用されている。また、アメリカ合衆国制作の SF テレビドラマ「X-ファイル」のシーズン1、第7話にもほぼ同名の「機械の中のゴースト」（原題：Ghost in the Machine）というエピソードがある（1993年10月29日に FOX が初めて放映）。

## 主な著作
没後に母国語のドイツ語で多く出版された。

### 自伝
- [1] Ein spanisches Testament., 1937 
  - 平田次三郎訳『スペインの遺書』ダヴィッド社、1955年。ぺりかん社、1966年。新泉社、1974年、新装版 1983年、1991年。
- [2] Scum of the Earth, 1941 未邦訳『地上の屑』
- The Invisible Writing: The Second Volume Of An Autobiography, 1932-40, 1954 
  - 甲斐弦訳『ケストラー自伝－目に見えぬ文字』彩流社、1993年。
- Stranger on the Square, 1984 (ISBN 0349121249).

### 小説
- [3] Darkness at Noon, 1940 
  - 岡本成蹊訳『眞晝の暗黒』[9]筑摩書房、1950年。角川文庫、1960年
  - 庄野満雄訳『真昼の暗黒』鳳映社（海外名著全集）、1958年
  - 中島賢二訳『真昼の暗黒』岩波文庫、2009年。電子書籍も刊
  - 岩崎克己訳『日蝕 Sonnenfinsternis』三修社、2023年。同上

ドイツ語原本、数十年ぶりに発見（ドイツ語版は2000年刊、上記「真昼の暗黒」は、作者による英訳版）
- [4] Arrival and Departure, 1943 (ISBN 0224029940).『到着と出発』
- The Yogi and the Commissar., 1945 (ISBN 0224604570).
  - 大野木哲郎訳『行者と人民委員－社会の見方について』国際文化研究所（エンゼル・ブックス）、1957年。短編集、新書判
- The Challenge of our Time., 1949. 
  - 井本威夫訳『現代の挑戦』荒地出版社、1958年

### 評論・科学史ほか
- The Trail of the Dinosaur., 1955 (ISBN 0099425017).『恐竜への試練』
- The Sleepwalkers: A History of Man's Changing Vision of the Universe., 1959 
  - 『ヨハネス・ケプラー　近代宇宙観の夜明け』

部分訳：小尾信弥、木村博訳、河出書房新社、1971年、新版1977年。ちくま学芸文庫、2008年
  - 有賀寿訳『コペルニクス　人とその体系』すぐ書房、1977年。部分訳
- Reflecsions on Hanging, 1956.
  - 西村克彦訳『絞首刑』青林書院、1959年。
- The Lotus and the Robot, 1960 (ISBN 0090598911).『蓮とロボット』
- The Act of Creation, 1964.
  - 『創造活動の理論　芸術の源泉と科学の発見』（上・下）ラティス、1966-67年。

大久保直幹、松本俊、中山末喜訳（上巻）、吉村鎮夫訳（下巻）
- [5] The Ghost in the Machine, 1967
  - 日高敏隆、長野敬訳『機械の中の幽霊　現代の狂気と人類の危機』ぺりかん社、1969年、新装版 1984年。ちくま学芸文庫、1995年。
- The Case of the Midwife Toad, 1971
  - 石田敏子訳『サンバガエルの謎　獲得形質は遺伝するか』サイマル出版会、1975年。岩波現代文庫、2002年。
- [6] The Roots of Coincidence, 1972
  - 村上陽一郎訳『偶然の本質』蒼樹書房、1974年。ちくま学芸文庫、2006年。
- The Thirteenth Tribe, 1976
  - 宇野正美訳『ユダヤ人とは誰か　第十三支族・カザール王国の謎』三交社、1990年。
- Janus, 1978
  - 田中三彦、吉岡佳子訳『ホロン革命』工作舎、1983年、新装版2021年。

※注：主なもの。未邦訳で、関連著作に記述のあるものは、末尾に参考として仮題を記す。

### 共著・共編
- The God That Failed, 1950（共著）
  - 村上芳雄訳『神は躓く』ぺりかん社、1969年。
- Beyond Reductionism: The Alpbach Symposium. New Perspectives in the Life Sciences, 1969.
  - 池田善昭監訳『還元主義を超えて』工作舎、1984年。